# 贾彪
贾彪（?—?），字伟节，颍川郡定陵（今河南省舞阳县北）人，东汉太学生。开始和郭泰都是太学生的领袖，结合李膺、陈蕃等大臣，评论朝政，褒贬人物。后来为新息县长，當地百姓貧困，多不養子，賈彪严禁堕胎溺婴，與殺人同罪。數年後，百姓養子的人達數千人，生男的被名為「賈子」，生女名為「賈女」。后来因为第一次党锢之祸被囚禁，於是他前往洛陽，說服外戚竇武援救李膺等人，漢桓帝因此大赦黨人。後來在家中去世。賈彪兄弟三人都有高名美譽，而賈彪最優秀，所以天下的人稱讚說「賈氏三虎，偉節最怒。」

## 延伸阅读
[在维基数据编辑]
 《後漢書/卷67》，出自范晔《後漢書》